# Pilobatella baloghi
Pilobatella baloghi – gatunek roztoczy z podrzędu mechowców i rodziny Haplozetidae.
Gatunek ten został opisany w 2003 roku przez Sándora Mahunkę.
Mechowiec o ciele długości 520–556 μm i szerokości 277–297 μm. Ma prodorsum z nieco wydłużonym rostrum, dobrze rozwiniętymi lamellami i sublamellami, słabo rozwiniętymi prelamellami oraz orzęsionymi szczecinkami, z których te na zewnątrz od botridiów są długie i mocne. Szczeciniaste sensillusy pokrywają u niego prawie kolcowate rzęski. Notogaster ma wydłużony, z długimi pteromorfami, 10 parami drobnych szczecinek notogastralnych i 4 parami owalnych sacculii. Rejon anogenitalny wyposażony jest w 5 lub 6 par szczecinek genitalnych, 3 pary aggenitalnych, 2 pary analnych i 3 pary adanalnych. Wszystkie odnóża są trójpalczaste.
Roztocz znany tylko z Kenii, z górskiego lasu deszczowego w Parku Narodowego Shimba Hills.